# Pierre Grenier (résistant)
Pour les articles homonymes, voir Pierre Grenier (homonymie) et Grenier (homonymie).
Pierre Grenier est un résistant français, fusillé en 1942 par les Allemands sans qu'il ait porté les armes, pour avoir participé avec la complicité du maire de Boulogne-Billancourt, André Morizet, à l'évacuation d'évadés vers la zone libre du sud de la France.

## Biographie

### Formation
Pierre Grenier soutient un mémoire intitulé Le chômage et sa législation (229 pages), enregistré au Secrétariat de l'Institut d'urbanisme de l'université de Paris sous le no 241 (session de juin 1936).

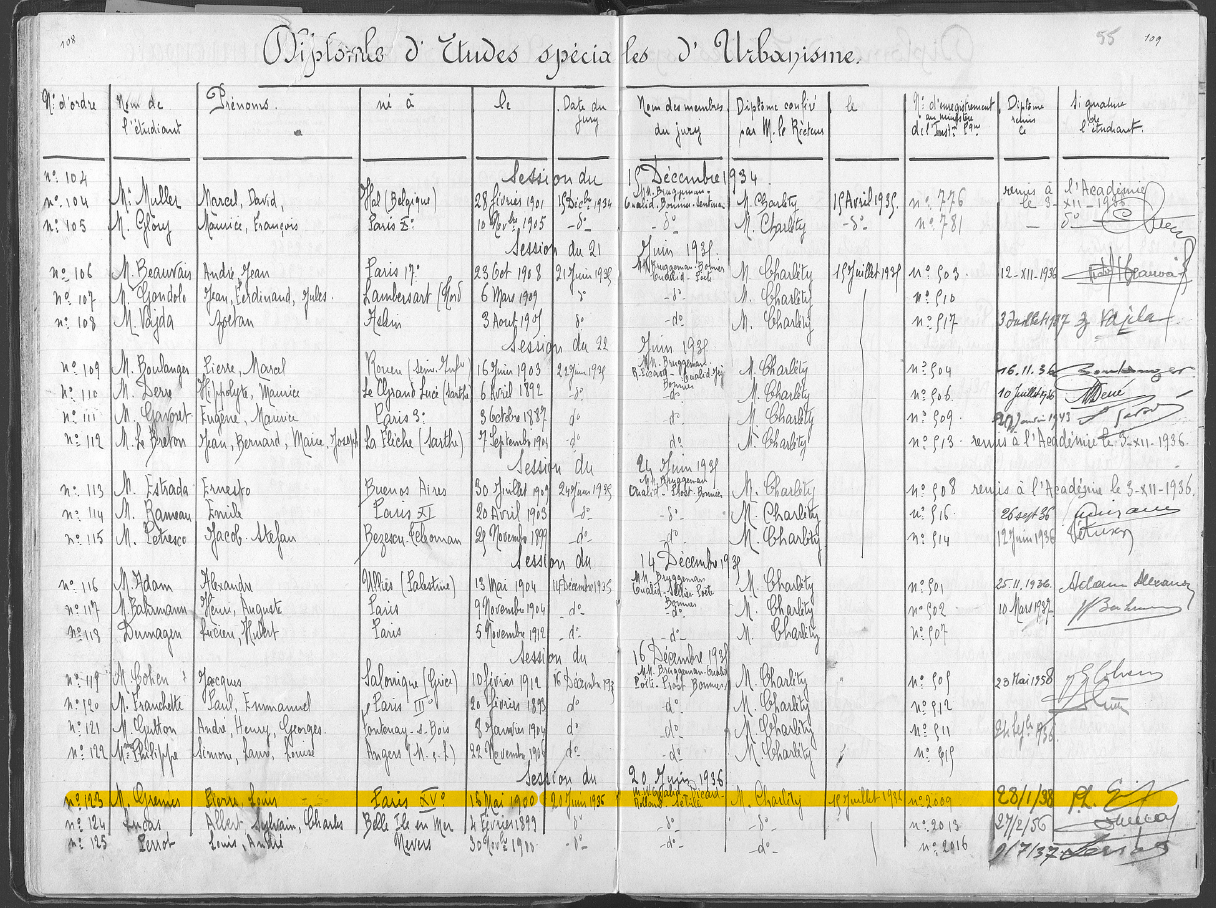
Registre des diplômes d'urbanisme 1934-1936

### Position éthique et réseaux d'avant guerre
Né avec le siècle, il a vingt-huit ans quand il fonde à Sèvres, le 16 janvier 1928, Phoebus, une loge maçonnique du Grand Orient de France destinée à accueillir les frères du sud-ouest parisien. En 1937, il est sous-chef de service au deuxième secrétariat de la mairie de Boulogne-Billancourt, bureau administratif chargé de la gestion matérielle (ateliers, voirie, urbanisme) et sanitaire de la ville. Le 28 avril 1940, bien avant la débâcle, le Vénérable clôt provisoirement la loge, qui ne rouvrira que fin 1944, peut-être dans le souci d'éviter les divisions.
Ses fonctions au sein de la mairie de la ville de Boulogne-Billancourt, l'amènent alors à organiser autant que faire se peut une forme de résistance à l'occupation allemande en liaison avec le maire de Boulogne, André Morizet, également franc-maçon, depuis 1926. En tant que sénateur-maire SFIO, fondateur du parti communiste et ancien conseiller général, André Morizet, qui a fait la grève du parlement lors de la votation des pleins pouvoirs à Pétain le 10 juillet 1940, use de son entregent au bénéfice des membres du parti communiste devenu clandestin depuis son interdiction en septembre 1939, des syndicalistes de Renault, des réfugiés politiques. Il est aussi en contact avec Pierre Laval qu'il rencontre du 12 au 15 juillet 1940 à Vichy.

### Situation politique à Boulogne sous l'Occupation
Concomitamment, l'occupant doit se montrer habile avec une municipalité qui abrite une forte population immigrée hostile à la collaboration et un nombre relativement important de sans papiers russes et autrichiens, dont les états ont disparu, ou de « juifs », déchus de leur nationalité française le 3 octobre 1940. Billancourt est un bastion ouvrier qui s'est politisé et syndiqué depuis le début du siècle autour des usines Renault. Celles-ci représentent un enjeu stratégique majeur pour l'armement. Un contrôle étroit en est assuré par la nomination d'un employé allemand pour surveiller chaque poste mais le fonctionnement de la chaîne dépend tout de même de la main d'œuvre billancourtoise. André Morizet connait celle-ci particulièrement bien puisqu'il a été leur conseiller général de 1925 à 1927, avant de devenir sénateur, et qu'il a porté le drapeau rouge en 1934 à leur tête dans les manifestations antifascistes.
En outre, Boulogne héberge dans ses belles villas réquisitionnées des responsables nazis et des officiers supérieurs de la Wehrmacht et de la Kriegsmarine, laquelle a élu son siège au château Rothschild, au nord de la ville. Ils sont là comme en villégiature, loin des combats. Cette situation particulière amène l'occupant à laisser en place l'équipe municipale, ce qui représente un effectif de plusieurs centaines d'employés, tout en la doublant sur le terrain, dès août 1940, de son administration militaire, la Kreiskommandantur basée à Montrouge. Le maire participant à des comités de travail du gouvernement de Vichy, qu'il déteste, un entretien accordé au journal collaborationniste L’Œuvre, la parution de sa photo sur le numéro premier du journal de Marcel Déat, qui espère ainsi le retourner, tout cela peut faire croire aux Allemands à une certaine complaisance. Le maintien par décret en mai 1941 de la municipalité, vaut acceptation d'appliquer les lois du 3 octobre 1940 d'exclusion des fonctionnaires déclarés « juifs » ou francs-maçons et de la déchéance de leurs mandats des élus catégorisés tels. Un nouveau conseil municipal est nommé, avec parmi ses membres un allié de poids, Paul Landowski, qui s'était engagé dès 1924 aux côtés de d'André Morizet dans les projets urbains du maire.
L’ambiguïté est telle qu'André Morizet, friand de bravades, peut se permettre, alors qu'il aurait dû s'exclure lui-même en tant que franc-maçon, de refuser le serment de fidélité exigé par le maréchal Pétain de tous les élus et fonctionnaires. Au lieu de cette allégeance, il déclare « Boulogne-Billancourt occupé mais pas soumis ». La question de l'exclusion des francs-maçons, tel son collaborateur Pierre Grenier, est une question à laquelle il est très sensible puisque c'est une clause d'exclusion du même genre, votée en novembre 1922 par le quatrième congrès de l’Internationale communiste, qui l'avait amené, par désapprobation, à quitter le Parti communiste le 1er janvier 1923.

### Engagement personnel dans le cadre de ses fonctions auprès des persécutés
Durant cette année 1941, Pierre Grenier s'installe à Viroflay, ville séparée de Boulogne d'à peine quelques kilomètres mais plus retirée. Il permet aux membres d'un réseau de résistants de se servir occasionnellement du temple de la loge maçonnique pour leur imprimerie clandestine. D'autres membres de la loge sont impliqués, dont Isaac Bensignor, qui disparaîtra en 1944 après avoir été arrêté par la Gestapo à Lyon.
Au sein de l'équipe municipale, certains, tel Henri Mas, poussent jusqu'à organiser l'évacuation de ces « camarades » prisonniers évadés vers la zone libre définie par l'armistice du 22 juin 1940. Les employés de la municipalité sont chargés d'accompagner dans Paris les fugitifs jusqu'à la gare Montparnasse ou la gare de Lyon puis de couvrir leur voyage en train jusqu'à un passeur qui les guide dans le franchissement à pieds de la ligne de démarcation qui coupe la France en deux. Un voyage est programmé tous les quinze jours.
C'est ainsi que le 7 février 1942, Pierre Grenier est arrêté à la gare d’Angoulême, ville voisine de la frontière intérieure. Il est conduit à la prison de Fresnes, où les difficiles conditions de détention sont rendues insupportables par les rigueurs de cet hiver 42. Le 30 mars, André Morizet, âgé de soixante-six ans, meurt et est remplacé en avril par Robert Colmar, nommé par décret. Pierre Grenier est fusillé le 29 avril 1942 au Mont-Valérien. Il avait 41 ans. Il laissait sa mère et sa nièce sans plus de soutien.

## Décorations
Pierre Grenier a été décoré à titre posthume, le 14 mars 1959, par le général Charles de Gaulle de la Croix de guerre 1939-1945 avec palme ainsi que de la médaille de la Résistance française (médaillé avec rosette à titre posthume par décret du 24 avril 1946).

## Hommages
À Boulogne-Billancourt, l'avenue des Moulineaux, qui traversait un quartier ouvrier, porte dorénavant son nom. Elle relie le boulevard de la République à la place du Pont de Billancourt. Elle fut inaugurée le 11 novembre 1944. Il y a également une avenue Pierre Grenier à Viroflay. Il s'agit de la voie dans laquelle il habitait.